# Jean Zévaco
Jean Pierre Dominique Zévaco CM (ur. 30 lipca 1925 w Vico, zm. 25 lipca 2017 w Fianarantsoa) – francuski duchowny katolicki, posługujący na Madagaskarze. W latach 1968–2001 biskup diecezjalny Fort-Dauphin, przemianowanej od 1989 na diecezję Tôlagnaro.

## Życiorys
Święcenia kapłańskie otrzymał 29 czerwca 1959.
26 września 1968 papież Paweł VI mianował go biskupem diecezjalnym Fort-Dauphin. 12 stycznia 1969 z rąk arcybiskupa Gilberta Ramanantoanina przyjął sakrę biskupią. W 1989 kierowana przez niego diecezja zyskała nazwę Tôlagnaro. 24 kwietnia 2001 ze względu na wiek na ręce papieża Jana Pawła II złożył rezygnację z zajmowanej funkcji.
Zmarł 25 lipca 2017.